# Er hat mich wieder erwischt
Er hat mich wieder erwischt ist ein US-amerikanischer animierter Kurzfilm von Rudolf Ising aus dem Jahr 1932.

## Handlung
Neugierige Mäuse machen eine Wohnung unsicher. Eine entkommt nur knapp einer Mausefalle, eine andere spielt aus Versehen eine Reihe von Instrumenten an, bevor sie zufällig ein Grammophon in Gang setzt. Das Gerät spielt It's Got Me Again! und zahlreiche Mäuse erscheinen und tanzen zum Lied.
Durch das Fenster werden sie dabei von einer garstigen Katze beobachtet, die sich schließlich über den Kamin Zugang zum Haus verschafft. Sie zerstört die Kuckucksuhr, als sie nach dem Holzvogel schnappt, und treibt schließlich eine einzelne Maus in die Enge. Die singt verzweifelt It's Got Me Again! und fleht ihre Kumpanen um Hilfe an. Diese nutzen schließlich die Instrumente als Waffen: Über gespannte Saiten schießen sie Trommelstöcke auf die Katze und nutzen den Schallplattenarm, um mit ihm Nägel abzufeuern. Die Katze nimmt Reißaus und die Mäuse triumphieren.

## Produktion
Er hat mich wieder erwischt erschien am 13. Mai 1932 als einer der ersten Trickfilme der Warner-Bros.-Trickfilmreihe Merrie Melodies. Der Titel nimmt Bezug auf das Lied It's Got Me Again!, das im Film eine zentrale Rolle spielt.
Eine Szene mit marschierenden Mäusen wurde nahezu identisch vom 1930 erschienenen Trickfilm Hold Anything übernommen.

## Auszeichnung
Er hat mich wieder erwischt wurde 1932 für einen Oscar in der Kategorie „Bester animierter Kurzfilm“ nominiert, konnte sich jedoch nicht gegen Von Blumen und Bäumen durchsetzen. Es war der erste Trickfilm von Warner Bros., der für einen Oscar nominiert wurde.